# AirPlay
AirPlay – technologia bezprzewodowego przesyłu audio, wideo oraz fotografii, opracowana przez firmę Apple i pierwotnie stosowana wyłącznie w urządzeniach tego producenta (iPod, iPhone, iPad itd).
Apple udostępniło technologię przesyłu dźwięku, co umożliwiło producentom sprzętu audio opracowywanie własnych urządzeń kompatybilnych ze standardem AirPlay, a więc także z „i-urządzeniami”. Oprócz samego sygnału audio-wideo, AirPlay umożliwia także przesył meta danych (tytułów, nazw wykonawców itp – w sposób podobny do RDS w przypadku rozgłośni radiowych).

## Kompatybilne urządzenia
Po udostępnieniu technologii przesyłu dźwięku, powstała nowa gałąź sprzętu audio – bezprzewodowe głośniki. Producenci zarówno budżetowego jak i ekskluzywnego sprzętu rozpoczęli produkcję swoich urządzeń. Najpopularniejsze, to:
- Bang&Olufsen PLAY Beolit 12[2]
- Bose SoundLink Air[3]
- B&W Zeppelin[4]
- Denon Ceol[5]
- Marantz Consolette[6]
- Philips Fidelio SoundSphere[7]
- Samsung DA-E751[8]
- Sony SA-NS510[9]

Funkcja AirPlay pojawiła się także w urządzeniach stacjonarnych (amplitunery kina domowego, wzmacniacze audio, wieże):
- Denon AVR-4520[10]
- Marantz SR7007[11]
- Pioneer VSX-922[12]
- Pioneer X-HM81[13]
- Sharp XL-HF401PH[14]
- Sony STR-DN1030[15]
- Yamaha YHT-4960[16]

AirPlay staje się kolejnym standardem łączności bezprzewodowej stosowanej w urządzeniach multimedialnych, zaraz po WiFi czy Bluetooth.